# Pixelbook
El Pixelbook (nombre en código Eve durante el desarrollo) es una computadora portátil / tableta desarrollada por Google que ejecuta Chrome OS. Se anunció el 4 de octubre de 2017 y se lanzó el 30 de octubre.
A diferencia de la mayoría de los dispositivos Chromebook típicos, el precio minorista de Pixelbook es mucho más alto, alrededor de $ 1,000, comparable con computadoras portátiles como Microsoft Surface Laptop .

## Historia
Se anticipó el lanzamiento de un rumoreado Chromebook con la marca Pixel en el evento anual de hardware de otoño de Google en 2017 como sucesor del Chromebook Pixel; era potencialmente un derivado del Proyecto Bison del año anterior, que se anticipó como una computadora portátil que podría convertirse en modo tableta. Google desarrolló y lanzó una tableta similar con un teclado desmontable en 2018 (nombre en código 'Nocturne') como Pixel Slate.
El Pixelbook se planeó como la próxima generación de computadoras portátiles de Google después de que la computadora portátil Chromebook Pixel se suspendiera en 2016. La empresa se dio cuenta de que la línea Chromebook había tenido éxito después de un comienzo lento, obteniendo una participación de mercado del 58% de las escuelas en los EE. UU., y diseñó Pixelbook como un jugador serio de la industria que puede competir con Apple y Microsoft en este campo.
Detalles limitados, el nombre y el precio preliminar del Pixelbook se filtraron antes del anuncio oficial; además, también estaría disponible un accesorio stylus. El Pixelbook se anunció oficialmente el 4 de octubre de 2017, a precios que comienzan en US$999.
El Pixelbook Go se anunció en octubre de 2019 como un Chromebook con un rendimiento similar al del Pixelbook y también equipado con una pantalla táctil, pero el "Go" abandonó el modo tableta y la compatibilidad con el lápiz óptico. Para el 19 de septiembre de 2020, Google eliminó todos los modelos del Pixelbook original de su tienda en línea, lo que marcó efectivamente su discontinuación.

## Características
El Pixelbook cuenta con una 12,3 pulgadas (31,2 cm) diseño de pantalla táctil, lo que permite utilizar el dispositivo como una tableta. El dispositivo también cuenta con el Asistente de Google con un botón dedicado. Ejecuta Chrome OS y puede iniciar aplicaciones de Android de forma nativa. Hay una cámara frontal capaz de grabar video a 720p, 30 cuadros por segundo. La bisagra permite un rango de movimiento de casi 360°, lo que permite que la computadora funcione en los modos "portátil", "tienda" o "tableta", según el ángulo de apertura.
Cuenta con anclaje instantáneo; si se cae una señal wifi, el Pixelbook se conectará automáticamente a una señal de teléfono inteligente adecuada. Cualquiera de los dos puertos USB-C de la computadora se puede usar para cargar; con el cargador de 45 W proporcionado, la carga tarda hasta dos horas. La batería de 41 W-hr tiene una vida útil declarada de 10 horas.
| Procesador         | RAM   | Almacenamiento | Gráficos     | Precio (USD/GBP)   |
| ------------------ | ----- | -------------- | ------------ | ------------------ |
| Intel Core i5-7Y57 | 8 GB  | 128 GB         | Intel HD 615 | US$999 / GB£999    |
| Intel Core i5-7Y57 | 8 GB  | 256 GB         | Intel HD 615 | US$1199 / GB£1,199 |
| Intel Core i7-7Y75 | 16 GB | 512 GB         | Intel HD 615 | US$1699 / GB£1,699 |

La versión de gama alta con un procesador Core i7 era exclusiva de Google Store y la disponibilidad fue inferior a la de los otros modelos; no estuvo disponible para ordenar hasta diciembre de 2017, con los primeros envíos en enero de 2018.

### Accesorios
El dispositivo es compatible con Pixelbook Pen, un stylus diseñado para Pixelbook y vendido por separado por $99/£99. El lápiz óptico es sensible a la presión y al ángulo, y presenta una latencia de solo 10 em. Es alimentado por una batería AAAA.

## Respuesta
El Pixelbook tuvo una respuesta mixta de la prensa, que elogió la calidad de construcción pero cuestionó el mercado del dispositivo dado el precio.
- Una revisión de The Verge decía: "Al igual que el iPad Pro, el Pixelbook es una máquina increíblemente agradable y poderosa que puede manejar la mayoría de sus tareas informáticas, pero probablemente no todas".[18]
- Una reseña en The Guardian dijo que "el rey de los Chromebooks es caro pero de primera clase".[19]
- Una revisión en Engadget lo describió como "un Chromebook premium que vale la pena".[20]
- Una revisión en Wired sugirió que "no estoy seguro de que alguien compre uno" en octubre de 2017.[21]
- El Financial Times publicó una reseña positiva del nuevo Pixelbook, diciendo que había más funciones fuera de línea que en los modelos anteriores, entre otros problemas solucionados.[22]